# Damad
Pour l’article homonyme, voir Mostafa Mohaghegh Damad.
Dans l'Empire ottoman, un damad (en turc ottoman : داماد / dâmâd, du persan داماد ; en turc moderne : damat) était un beau-frère du sultan,,.

## Damads notables
Cette liste est sans doute incomplète et peut-être mal ordonnée. Votre aide est la bienvenue !
- Ahmed Nami (1879-1962)